# Brian Gleeson

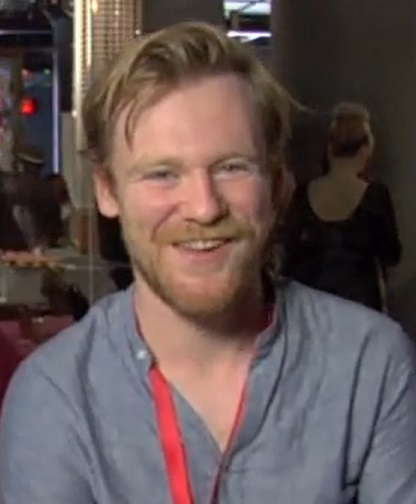
Brian Gleeson, 2013

Brian Gleeson (* 14. November 1987 in Dublin) ist ein irischer Filmschauspieler.

## Leben
Brian Gleeson wurde 1987 in Dublin geboren. Er ist der Sohn von Mary und Brendan Gleeson, der auch Schauspieler ist. Zudem hat er mit Domhnall Gleeson einen ebenfalls als Schauspieler tätigen älteren Bruder und mit Fergus Gleeson und Rory / Ruairi Gleeson zwei weitere Brüder. In dieser Künstlerfamilie wuchs Gleeson in Malahide, einem Seebadeort im County Fingal nordöstlich von Dublin, auf. Sein Vater arbeitete als Englisch- und Irischlehrer, bevor er Schauspieler wurde.
Seine erste Filmrolle erhielt Brian Gleeson in der Kriminalkomödie The Tiger's Tail von John Boorman im Jahr 2006. Von 2007 bis 2009 war er in insgesamt sieben Folgen der Fernsehserie Single-Handed zu sehen. Es folgten Rollen in Filmen wie Wake Wood und Snow White and the Huntsman.
2016 spielte er gemeinsam mit seinem Vater im Film Assassin’s Creed von Justin Kurzel, 2017 gemeinsam mit seinem Bruder Domhnall im Film Mother! von Darren Aronofsky. 2017 spielte er in einer Inszenierung des Apollo Theatre im Londoner Westend die Rolle des Cooper in einer Inszenierung von Tennessee Williams’ Stück Die Katze auf dem heißen Blechdach.

## Filmografie (Auswahl)
- 2006: The Tiger's Tail
- 2007–2009: Single-Handed (Fernsehserie, 7 Folgen)
- 2009: Wake Wood
- 2012: Snow White and the Huntsman
- 2013: Das Leben ist ein Kinderspiel (Life's a Breeze)
- 2013: How to Be Happy
- 2013: Stay
- 2013: The Bachelor Weekend
- 2014: Darkness on the Edge of Town
- 2014: Der Pathologe – Mörderisches Dublin (Quirke, Miniserie, 3 Folgen)
- 2014: Standby
- 2016: Tiger Raid
- 2016: Rebellion (Miniserie)
- 2016: The Flag
- 2016: Assassin’s Creed
- 2017: Logan Lucky
- 2017: Mother!
- 2017: Der seidene Faden (Phantom Thread)
- 2017: Angelas Weihnachten (Angela’s Christmas)
- 2018: Tödliche Flucht (Taken Down, Fernsehserie)
- 2019: Hellboy – Call of Darkness
- 2019: Peaky Blinders – Gangs of Birmingham (Peaky Blinders, Fernsehserie, 6 Folgen)
- 2022: The Lazarus Project (Fernsehserie)
- 2022: Bad Sisters (Fernsehserie)
- 2023: The Mandalorian (Fernsehserie, Folge 3x07)

## Auszeichnungen
Irish Film and Television Awards
- 2011: Nominierung als Bester Nebendarsteller in einer Fernsehserie